# Pabllo Vittar
Pabllo Vittar, pseudonimo di Phabullo Rodrigues da Silva (São Luís, 1º novembre 1994), è un cantante, ballerino, blogger, drag queen e attivista brasiliano.

## Biografia

### 2015 - 2017:Open BareVai passar mal
Vittar stava mantenendo i contatti attraverso i social network con Pedro, uno dei membri di Bonde do Rolê, che ha presentato i suoi video al produttore Rodrigo Gorky, anche lui membro del gruppo. Durante una visita a Belgrano, Gorky chiese a Hayashi e Rezende di presentarlo a Vittar, che conosceva solo su Internet. Nel dicembre 2015, Pabllo ha lanciato extended play (EP) Open Bar con il supporto del produttore Gorky. Oltre alla title track, l'EP contiene altre quattro tracce che sono versioni di funk carioca in portoghese di canzoni registrate da artisti come Beyoncé e Rihanna.

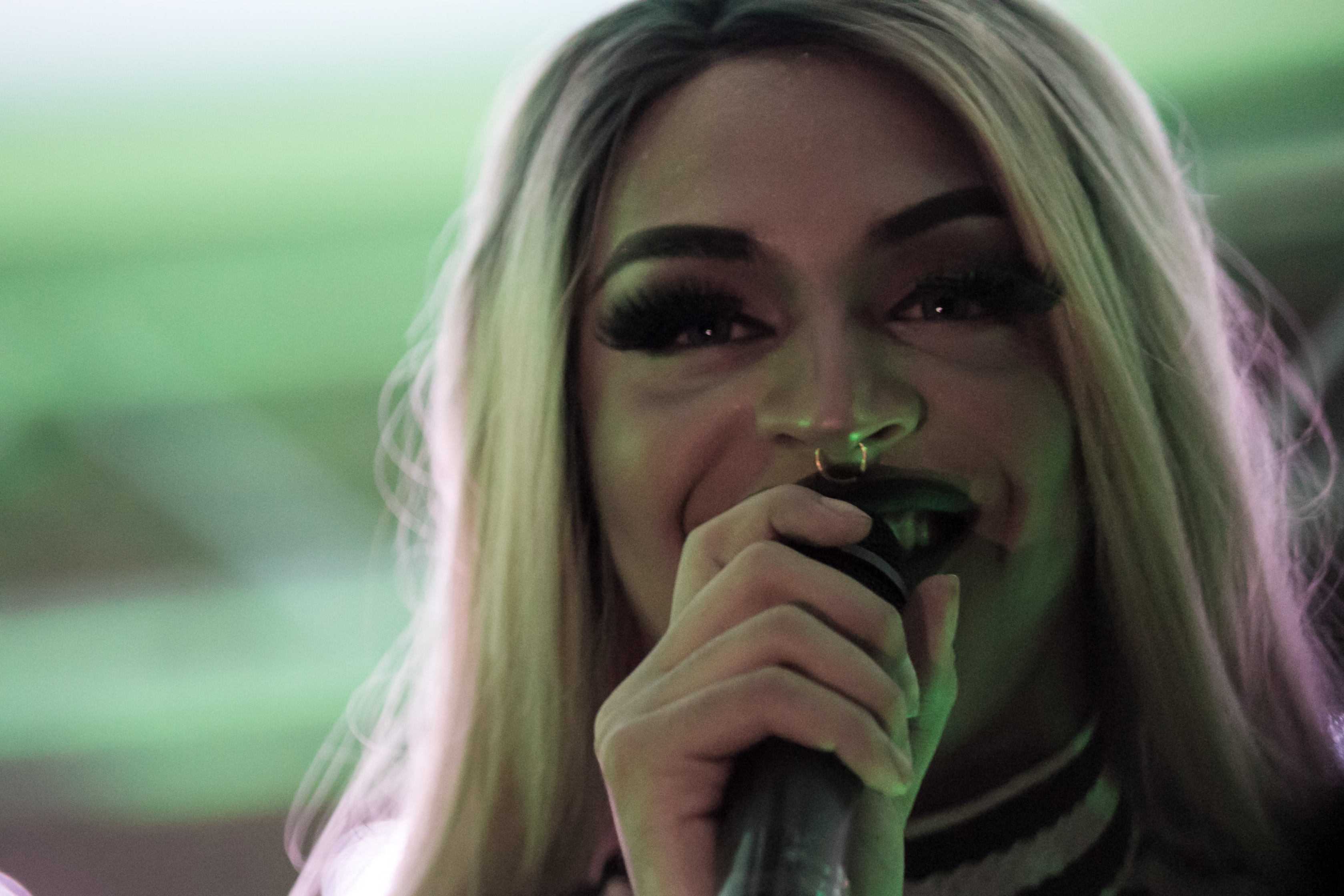
Pabllo Vittar in tour nel 2016

Nel gennaio 2017, Vittar ha pubblicato il suo album di debutto, Vai Passar Mal. L'album ha un suono diversificato, che incorpora elementi di pop, house, funk carioca e trap. Luccas Oliveira, del quotidiano O Globo, ha scritto sull'album: "... in generale, i suoi brani brevi e ben prodotti, con testi che trasudano autostima e l'affermazione di Pabllo, fanno dell'album di debutto della drag queen una bella carta visite - su misura per il pubblico che raggiunge. Nel 2019, Vai Passar Mal è stato certificato disco di platino da Pro-Música Brasil (PMB). "Nêga" è stato pubblicato come fiore all'occhiello dell'album, seguito da "Todo Dia", una collaborazione con il rapper Rico Dalasam lanciata il 20 gennaio 2017. Quest'ultimo ha attirato l'attenzione durante il Carnevale di quell'anno, che ha spinto Vittar a esibirsi al Carnevale di Salvador. L'artista è diventato il quinto artista pop più ascoltato su Deezer nello stesso anno, dietro rispettivamente ad Anitta, Alok, Ludmilla e Luan Santana.

### 2017:Vai passar mal: The Mixtape
Vittar ha deciso di ridefinire la sua identità musicale dopo la ripercussione nazionale e di avere problemi di copyright con il suo album di debutto. La soluzione usata dalla drag queen è stata il lancio di un mixtape, che include brani remixati dall'EP Open Bar e dall'album Vai Passar Mal. Il mixtape esplora principalmente il genere PC music, industrial pop e arrocha funky.

### 2018:RessuscitaeEle não
Seguendo le tendenze del mercato, il cantante ha iniziato a lavorare su una extended play invece che su un album, l'EP Ressuscita, che fa riferimento allo slogan dell'artista.
L'EP porta un'identità completamente diversa dal lavoro precedente, portando i generi musicali tipici regionali che Vittar è cresciuto ascoltando, come la musica axé e il brega pop, e modernizzando nuovi generi musicali, come il brega funky e il piseiro. La canzone di punta di quel lavoro fu Disk Me, prima dell'uscita ufficiale dell'EP. L'ultimo singolo, No Hablo Espanol, è stato incluso in un altro EP, Ele Não, in collaborazione con artisti come Jojo Toddynho, Gloria Groove e Luísa Sonza. Le canzoni di questo EP sono state tutte lavorate con un videoclip che riportava una storia cronologica che affrontava la controversia tra questioni politiche e diritti umani.

### 2019-2020:111
Vittar pubblicò di nuovo un nuovo EP, 111 1, caricato con più generi di musica dance secondo il suo. Questo nuovo progetto torna con grandi influenze di PC music e osa con la presenza di intermezzi, che si concentrano più sulla strumentazione che sul testo della canzone, che ribadisce il concetto del disco. Altri generi ampiamente presenti sono psy-trance e brega funky. Nel 2020, Vittar è diventata l'artista pop con il maggior numero di ascoltatori brasiliani su Resso e la terza artista pop femminile con il maggior numero di ascoltatori stranieri, dietro rispettivamente ad Anitta e Ludmilla.

## Discografia

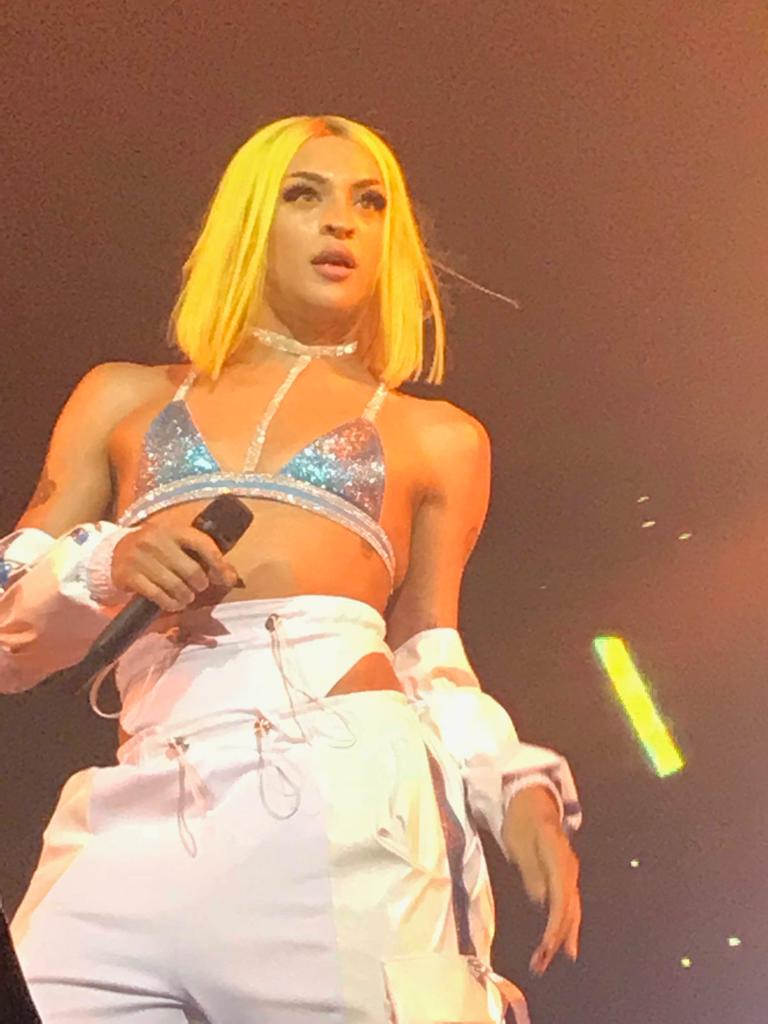
Pabllo Vittar nel 2018

### Album in studio
- 2017 – Vai passar mal
- 2018 – Não para não
- 2020 – 111
- 2021 – Batidão tropical
- 2023 – Noitada
- 2024 – Batidão tropical vol. 2

### Album dal vivo
- 2021 – I Am Pabllo

### Album di remix
- 2017 – Vai passar mal remixes
- 2019 – NPN remixes
- 2023 – After

### EP
- 2015 – Open Bar
- 2019 – 111 1
- 2021 – I Am ar
- 2021 – I Am água
- 2021 – I Am terra
- 2021 – I Am fogo

### Mixtape
- 2017 – Vai passar mal: The Mixtape

### Singoli
- 2015 – Open Bar
- 2016 – Minaj
- 2016 – Amante
- 2016 – Nêga
- 2017 – Todo dia (con Rico Dalassam)
- 2017 – K.O
- 2017 – Corpo sensual (con Mateus Carillho)
- 2018 – Paraíso (con Lucas Lucco)
- 2018 – Então vai (con Diplo)
- 2018 – Indestrutível: Part II
- 2018 – Problema seu
- 2018 – Disk Me
- 2018 – Chora e engole (con Jojo Maronttinni)
- 2019 – Seu crime
- 2019 – Vai embora (feat. Ludmilla)
- 2019 – Buzina
- 2019 – Garupa (con Luísa Sonza)
- 2019 – Flash Pose (con Charli XCX)
- 2019 – Parabéns
- 2019 – Amor de que
- 2020 – Clima quente (con Jerry Smith)
- 2020 – Tímida (con Thalía)
- 2020 – Rajadão
- 2020 – Bandida (con Pocah)
- 2020 – Modo turbo (con Luísa Sonza feat. Anitta)
- 2021 – Ama sofre chora
- 2021 – Triste com t
- 2021 – Bang Bang
- 2021 – Number One (con Rennan da Penha)
- 2022 – Trago seu amor de volta (con Dilsinho)
- 2022 – Lovezinho (con Ivete)
- 2022 – Follow Me (con Rina Sawayama)
- 2022 – Cavalgada (con Lexa)
- 2022 – Descontrolada (con MC Carol)
- 2022 – Ameianoite (con Gloria Groove)
- 2022 – Sal (con Pedro Sampaio)
- 2023 – AEIOU (con Rebecca e Vivi)
- 2023 – Sereia (con Lia Clark)
- 2023 – Bandidona (con Pocah, Bielo do Furduncinho e Papatinho)
- 2024 – Pede pra eu ficar (Listen to Your Heart)
- 2024 – Ai ai ai mega príncipe
- 2024 – Alibi (con Sevdaliza e Yseult)
- 2024 – LolOLove (con Princesa Alba)
- 2024 – Hoje à noite (Alone)
- 2024 – Ai que calor (con Duda Beat)
- 2024 – Vira lata (con João Gomes)
- 2025 – Fantasía (con Nathy Peluso)

### Collaborazioni
- 2017 – Filhos do arco-íris (con Alice Caymmi, Gloria Groove, Kell Smith, Paulo Miklos, Luiza Possi)